# Kageri
Kageri är ett vattendrag i Burundi.   Det ligger i provinsen Kayanza, i den norra delen av landet, 70 kilometer nordost om huvudstaden Bujumbura.
Omgivningarna runt Kageri är en mosaik av jordbruksmark och naturlig växtlighet. Runt Kageri är det tätbefolkat, med 266 invånare per kvadratkilometer.